# (3078) Horrocks
(3078) Horrocks (1984 FG) – planetoida z pasa głównego asteroid okrążająca Słońce w ciągu 5,6 lat w średniej odległości 3,15 j.a. Odkryta 31 marca 1984 roku.